# Linguatula
Linguatula is een geslacht van kreeftachtigen uit de klasse van de Ichthyostraca.

## Soorten
- Linguatula arctica Riley, Haugerud & Nilssen, 1987
- Linguatula multiannulata Haffner & Rack in Haffner, Rack & Sachs, 1969
- Linguatula recurvata (Diesing, 1850)
- Linguatula serrata Frölich, 1789